# 霍里亞內
50°4′44″N 37°22′35″E / 50.07889°N 37.37639°E
霍里亞內（烏克蘭語：Горяне）是位於烏克蘭東部的村莊，由哈爾科夫州庫皮揚斯克區的大布尔卢克市镇負責管轄。該村處於大布爾盧克河畔，始建於1750年，面積0.22平方公里，海拔高度162米，2001年人口363。